# Klippspringare
Klippspringare  (Oreotragus oreotragus) är en antilopart som man hittar ifrån Angola till Etiopien och i östra Sudan. Klippspringaren är den enda arten i släktet Oreotragus.

## Utseende

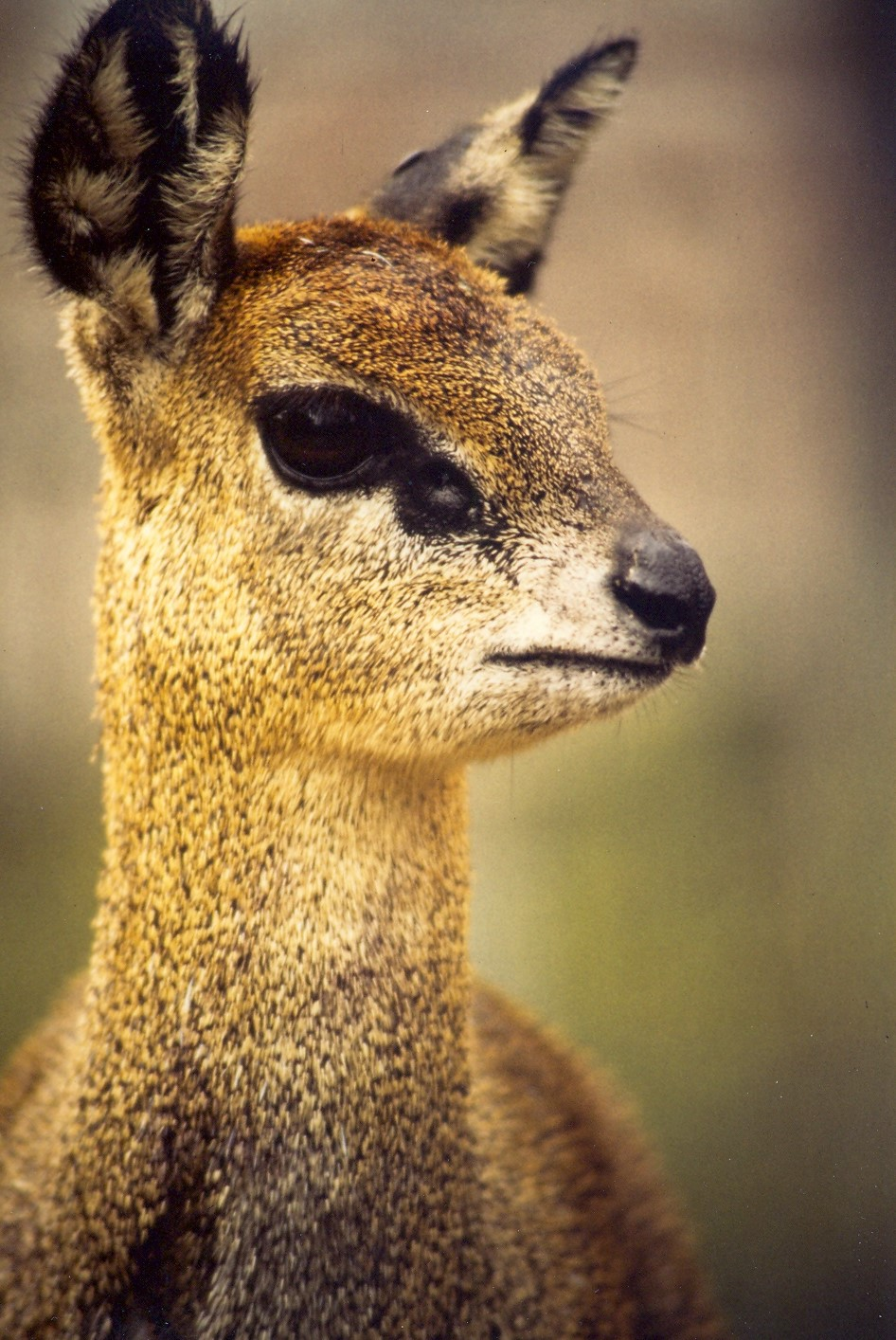
En klippspringarhona.

Klippspringarens päls är på ovansidan grå till olivfärgad, ibland med röda nyanser vid axlarna. Pälshåren är täta och grova, men har tunna, luftfyllda hår som ger den ett knubbigt och fluffigt utseende. Hornen är släta och lodräta och de kan bli mellan 6 och 16 centimeter långa. I östra Afrika har även några honor horn. Öronen har ett zebrarandigt mönster på insidan. Det bildas av svart hud och vita hår. Dess rygg är krökt och den har ett svart band ovanför klövarna. Klövarna, speciellt anpassade för den miljö klipspringaren lever i, har en konsistens som påminner om hårt gummi, och ger djuret ett bra grepp på det steniga underlaget. De speciella klövarna gör att djuret ser ut att gå på tå.
Kroppslängden (huvud och bål) är 77 till 115 cm, mankhöjden är 45 till 60 cm, svansen är 5 till 13 cm lång och vikten varierar mellan 8 och 18 kg. Honans spenar är fyra till antalet. Framför varje öga finns en stor svart körtel.

## Levnadssätt

### Socialt beteende
Klippspringaren trivs bäst på klippor och berg, där den lever i små familjegrupper, oftast en hane och en eller två honor med ungar. Den är aktiv under dagen och under nätter med fullmåne. I klippspringarens diet ingår löv, gräs, örter, frukt, blommor och lavar som de söker efter vid foten av klipporna. Eftersom den lever i sådan torr och klippig terräng har den utvecklats till att kunna vara utan vatten i långa perioder. Trots allt korsar flera flockar territorierna av andra flockar för an nå vattenkällor.
Reviret markeras av både hanar och honor med vätska från körtlarna vid ögat samt med avföring.

### Fortplantning
En klippspringarhona är dräktig i ungefär 7 månader (214 till 225 dagar) och brukar föda en unge, men brunsten varierar mellan olika delar av det stora utbredningsområdet. En kalv blir könsmogen vid ungefär ett års ålder och en klippspringare kan ha en livslängd på 15 år. Den äldsta kända individen i fångenskap levde 17 år och 10 månader.

### Predatorer
Klippspringaren är villebråd för alla stora och medelstora rovdjur, och för människor som jagar den för både köttet och huden, och använder snaror för att fånga den.